# Semnul exclamării
Semnul exclamării, numit și semn de exclamație, marchează grafic intonația frazelor și a propozițiilor exclamative sau imperative. El arată astfel: „!”. Se pune, de asemenea, după interjecțiile și substantivele în cazul vocativ care exprimă stări sufletești și sunt considerate cuvinte (sau părți de frază) independente. Când interjecția are, în același timp, sens exclamativ și interogativ, semnul exclamării este însoțit de semnul întrebării.